# (39489) 1981 EU6
(39489) 1981 EU6 est un astéroïde de la ceinture principale aréocroiseur découvert en 1981.

## Description
(39489) 1981 EU6 a été découvert le 6 mars 1981 à l'observatoire de Siding Spring, situé près de Coonabarabran, en Nouvelle-Galles du Sud, en Australie, par Schelte J. Bus.

### Caractéristiques orbitales
L'orbite de cet astéroïde est caractérisée par un demi-grand axe de 2,32 ua, un périhélie de 1,64 ua, une excentricité de 0,29 et une inclinaison de 7,96° par rapport à l'écliptique. Du fait de ces caractéristiques, à savoir un demi-grand axe inférieur à 3,2 ua et un périhélie compris entre 1,3 et 1,666 ua, il croise l'orbite de Mars et est classé, selon la JPL Small-Body Database, comme astéroïde aréocroiseur (aréo venant de Arès).

### Caractéristiques physiques
(39489) 1981 EU6 a une magnitude absolue (H) de 15,1 et un albédo estimé à 0,050.